# 今諏訪村
今諏訪村（いますわむら）は山梨県中巨摩郡にあった村。現在の南アルプス市上今諏訪・下今諏訪にあたる。

## 地理
- 河川：釜無川

## 歴史
- 1889年（明治22年）7月1日 - 町村制の施行により、上今諏訪村、下今諏訪村の区域をもって発足。
- 1954年（昭和29年）4月1日 - 巨摩町・百田村・西野村と合併して白根町が発足。同日今諏訪村廃止。

## 交通

### 鉄道路線
- 山梨交通
  - 電車線
    - 今諏訪駅

## 出身有名人
- 金丸信 - 政治家